# Campionat del Món de motocròs 1985
La temporada de 1985 del Campionat del Món de motocròs fou la 29a edició d'aquest campionat, organitzat per la FIM. El calendari oficial constava de 12 Grans Premis, celebrats entre el 14 d'abril i el 25 d'agost.
Aquell any, el Gran Premi d'Espanya de 250 cc es disputà el 23 de juny al Circuit del Cluet de Montgai, un emplaçament que durant molts anys havia estat la seu del Gran Premi de 125 cc.

## Sistema de puntuació
Barem de puntuació del 1984 al 2000:
| Posició | 1  | 2  | 3  | 4  | 5  | 6  | 7 | 8 | 9 | 10 | 11 | 12 | 13 | 14 | 15 |
| Punts   | 20 | 17 | 15 | 13 | 11 | 10 | 9 | 8 | 7 | 6  | 5  | 4  | 3  | 2  | 1  |

## 500 cc

### Classificació final
| Posició | Pilot          | Motocicleta | Punts |
| ------- | -------------- | ----------- | ----- |
| 1       | David Thorpe   | Honda       | 388   |
| 2       | André Malherbe | Honda       | 378   |
| 3       | Eric Geboers   | Honda       | 224   |
| 4       | Georges Jobé   | Kawasaki    | 217   |
| 5       | Kurt Nicoll    | KTM         | 204   |
| 6       | André Vromans  | KTM         | 144   |
| 7       | Danny Chandler | KTM         | 141   |
| 8       | Leif Persson   | Yamaha      | 110   |
| 9       | Jo Martens     | Husqvarna   | 109   |
| 10      | David Watson   | Kawasaki    | 95    |

Notes
1. ↑  227 segons altres fonts.
2. ↑  224 segons altres fonts.
3. ↑  D'altres fonts documenten Martens en vuitè lloc amb 113 punts, i Persson en el novè.
4. ↑  106 segons altres fonts.

## 250 cc

### Classificació final
| Posició | Pilot            | Motocicleta | Punts |
| ------- | ---------------- | ----------- | ----- |
| 1       | Heinz Kinigadner | KTM         | 291   |
| 2       | Jacky Vimond     | Yamaha      | 289   |
| 3       | Gert Van Doorn   | Honda       | 256   |
| 4       | Michele Rinaldi  | Suzuki      | 239   |
| 5       | Arno Drechsel    | KTM         | 210   |
| 6       | Jorgen Nilsson   | Husqvarna   | 188   |
| 7       | Anders Eriksson  | Yamaha      | 160   |
| 8       | Yannick Kervella | Honda       | 124   |
| 9       | Marc Velkeneers  | Maico       | 112   |
| 10      | Soren Mortensen  | Kawasaki    | 107   |

Notes
1. ↑  159 segons altres fonts.
2. ↑  111 segons altres fonts.

## 125 cc

### Classificació final
| Posició | Pilot             | Motocicleta | Punts |
| ------- | ----------------- | ----------- | ----- |
| 1       | Pekka Vehkonen    | Cagiva      | 352   |
| 2       | David Strijbos    | Honda       | 343   |
| 3       | Corrado Maddii    | Cagiva      | 289   |
| 4       | Kees Van Der Ven  | KTM         | 215   |
| 5       | John Van Den Berk | Yamaha      | 194   |
| 6       | Alain Lejeune     | Suzuki      | 174   |
| 7       | Mika Kouki        | Suzuki      | 153   |
| 8       | Jo Martens        | KTM         | 141   |
| 9       | Arto Pantilla     | KTM         | 132   |
| 10      | Massimo Contini   | Cagiva      | 128   |

## Resum: Podi final 1985
|           | 500 cc         | 500 cc | 250 cc           | 250 cc | 125 cc         | 125 cc |
| Campió    | David Thorpe   | Honda  | Heinz Kinigadner | KTM    | Pekka Vehkonen | Cagiva |
| Subcampió | André Malherbe | Honda  | Jacky Vimond     | Yamaha | David Strijbos | Honda  |
| Tercer    | Eric Geboers   | Honda  | Gert Van Doorn   | Honda  | Corrado Maddii | Cagiva |